# Condado de Jędrzejów
Nota linguística: Não confundir hrabstwo (condado) com powiat (divisão administrativa)..
Jędrzejów (em polonês: powiat jędrzejowski) é um powiat (condado) da Polônia, na voivodia de Santa Cruz. A sede é a cidade de Jędrzejów. Estende-se por uma área de 1257,17 km², com 94 395 habitantes, segundo o censo de 2006, com uma densidade de 71,04 hab/km².

## Divisões admistrativas
O condado possui:
Comuna urbana-rural: Jędrzejów, Małogoszcz, Sędziszów
Comunas rurais: Imielno, Nagłowice, Oksa, Słupia, Sobków, Wodzisław
Cidades: Jędrzejów, Małogoszcz, Sędziszów

## Demografia
População (dados de 30 de Junho de 2006):
|          | Total   | Total | Mulheres | Mulheres | Homens  | Homens |
| -------- | ------- | ----- | -------- | -------- | ------- | ------ |
|          | pessoas | %     | pessoas  | %        | pessoas | %      |
| Total    | 89 304  | 100   | 45 050   | 50,4     | 44 254  | 49,6   |
| Cidades  | 27 333  | 100   | 14 033   | 51,3     | 13 300  | 48,7   |
| Povoados | 61 971  | 100   | 31 017   | 50,1     | 30 954  | 49,9   |